# Nederlandse Rode Lijst (planten)
De Nederlandse Rode Lijst (planten) is een officieel vastgestelde lijst met planten die in Nederland als bedreigd te boek staan. Sinds 1950 zijn bijna 500 van de 1536 autochtone wilde plantensoorten in Nederland in aantal achteruitgegaan en zijn er meer dan 40 uitgestorven. 
In 2012 is het Basisrapport met voorstel voor de herziene Rode Lijst vaatplanten opgesteld door de stichting Floron in opdracht van het ministerie van Economische Zaken, de Nederlandse Rode Lijst 2012. Op deze nieuwe lijst staan 530 bedreigde soorten, 37% van de in totaal 1432 wilde plantensoorten die in Nederland voorkomen. Ten opzichte van tien jaar geleden komen het akkerzenegroen, de bosboterbloem en het klein slijkgras niet meer in Nederland voor. Het rood bosvogeltje, de brede raai, de wilgalant, het akkerviltkruid, het smal longkruid en de geoorde veldsla zijn weer juist terug. Het opstellen van Rode Lijsten komt voort uit het verdrag van Bern, dat in 1982 door Nederland is geratificeerd. Dit verdrag vraagt bijzondere aandacht voor soorten die met uitsterven worden bedreigd en die kwetsbaar zijn (artikel 1 en 3). In artikel 7 van de Flora- en faunawet is vastgelegd dat de overheid lijsten opstelt van dier- en plantensoorten die van nature in Nederland voorkomen en die bedreigd zijn. Op de Rode Lijst voor planten komen plantensoorten voor die in Nederland met uitsterving bedreigd worden en/of beschermd zijn, zoals Parnassia. Daarnaast komen in Nederland veel zeldzame soorten voor. Diverse van deze planten komen voor in gebieden die beschermd worden op grond van de Vogelrichtlijn en Habitatrichtlijn. Het ministerie van LNV heeft op 18 februari 2003 een ontwerplijst gepresenteerd met speciale beschermingszones voor natuurlijke habitats op grond van deze richtlijn. De gebieden gaan uiteindelijk deel uitmaken van een groot Europees netwerk van beschermde natuurgebieden: het "Natura 2000"-netwerk.

## Rode Lijst 1990
In 1990 verscheen de eerste Rode Lijst voor de Nederlandse vaatplanten: 'Floron Rode Lijst 1990. Rode Lijst van de in Nederland verdwenen en bedreigde planten (Varenachtigen en Zaadplanten) over de periode 1.1.1980-1.1.-1990'.
Het was de bedoeling van de Stichting FLORON dat deze lijst de basis zou gaan vormen van de discussie over de Rode Lijst. Die discussie kwam er niet omdat de lijst onmiddellijk geaccepteerd werd. In het natuurbeleid werden nadien doelsoorten geïntroduceerd, die op bepaalde plaatsen verschilden van de Rode Lijst. Hierdoor ontstond er verwarring onder beheerders van natuurgebieden over de vraag aan welke soorten nu de waarde van natuurterreinen kon worden afgemeten. Om de spanning tussen de lijst van doelsoorten en de Rode Lijst op te heffen werd besloten om tot een nieuwe Rode Lijst te komen. Deze werd gepubliceerd in 2000, en werd samengesteld door Ruud van der Meijden, Baudewijn Odé, Kees Groen, Flip Witte en Dick Bal.

## Rode Lijst 2000
De tweede Rode Lijst -gemaakt in 2000- verschilde nogal van de vorige uit 1990. Er zijn 74 nieuwe soorten, terwijl er 116 niet meer op voorkomen. Op de oude Rode Lijst van 1990 stonden 42 soorten meer dan op de nieuwe van 2000. Deels worden deze veranderingen veroorzaakt door het gebruik van iets andere criteria. Maar zij vloeien ook voort uit de gegevens die de laatste 10 jaar met het algemeen project van FLORON zijn verzameld.
Op 5 november 2004 werd de nieuwe Rode Lijst voor vaatplanten door Minister Cees Veerman van Landbouw, Natuur en Voedselkwaliteit vastgesteld. Op die lijst stonden 499 soorten. 

## Rode Lijst 2012
In 2012 verscheen de derde versie van de Rode lijst van planten samengesteld door Laurens Sparrius, Baudewijn Odé en Ruud Beringen van stichting FLORON. Na bekendmaking op 23 oktober 2015 door het ministerie in de Staatscourant is deze Rode Lijst per 1 januari 2016 de geldige Rode Lijst voor vaatplanten.

## Wel aandacht, geen bescherming door de Rode Lijst
Soorten van een Rode Lijst genieten op grond daarvan nog geen wettelijke bescherming. Deze bescherming treedt pas op bij publicatie in de Staatscourant. Wettelijk is wel vastgelegd dat de overheid zich inzet voor de bescherming van deze soorten en dat zij het onderzoek daartoe bevordert. Van provincies, gemeenten en terreinbeherende organisaties wordt verwacht dat zij bij beleid en beheer rekening houden met de Rode Lijsten.